# Filete
Se procura pelo corte de carne ou de peixe, veja Filé.

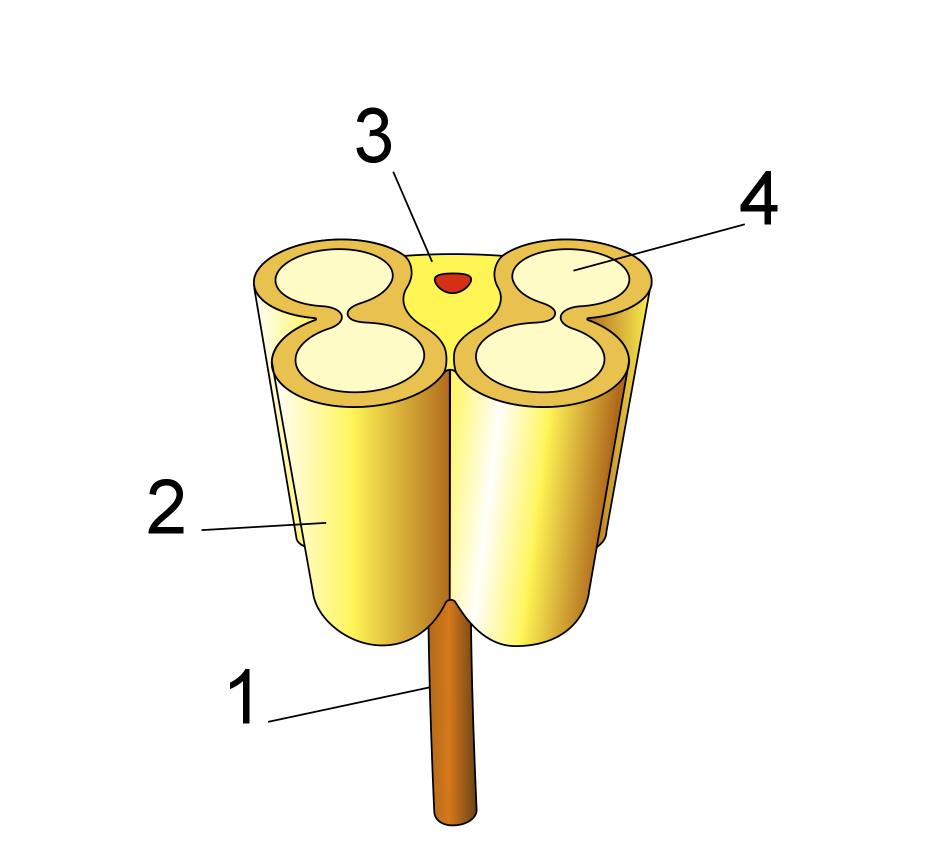
Diagrama de uma antera em secçção transversal. 1: Filamento; 2: teca; 3: tecido conectivo (os vasos condutores em vermelho); 4: saco polínico (também chamado esporângio).

Filete  (ou filamento, do latim: filamentum) é a designação dada em botânica à estrutura que suporta o órgão masculino das flores, o estame. São estruturas normalmente alongadas, inseridas no receptáculo floral, ou mesmo sobre as pétalas, portando a antera no ápice.

## Descrição
O filete é a parte basal estéril do estame, tendo em geral forma filamentosa e estando situado debaixo da antera que sustém. Varia muito de forma e tamanho, dependendo da família botânica a que a espécie pertence, podendo ser laminar, como em certas famílias primitivas (p. ex. Degeneriaceae), estar dividido (p. ex., em certas espécies do género Allium) ou apresentar apêndices de forma variável.
O filete presenta um eixo fibrovascular a todo o comprimento, rodeado de parênquima e recoberto por epiderme. Se o filete é imperceptível ou falta, diz-de que a antera é séssil.

Diversidade morfológica do filamento floral
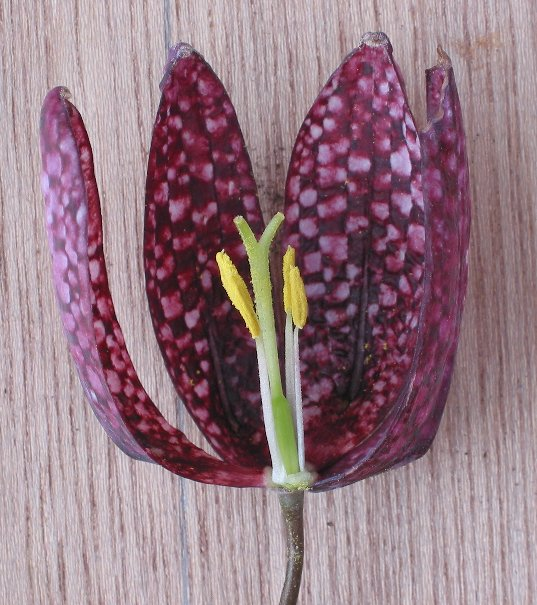
Filamentos finos em Fritillaria meleagris.
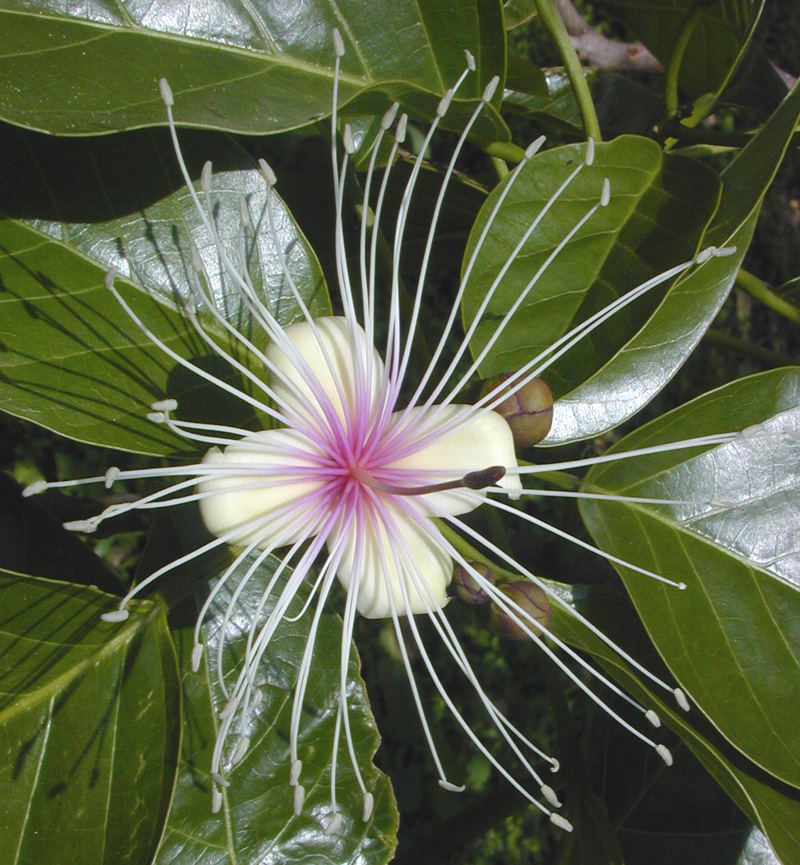
Estames com filamentos muito longos em Crateva religiosa.
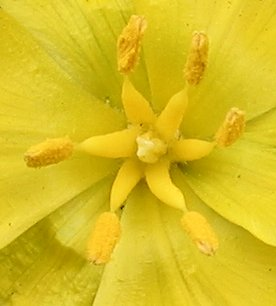
Filamentos muito grossos numa tulipa.
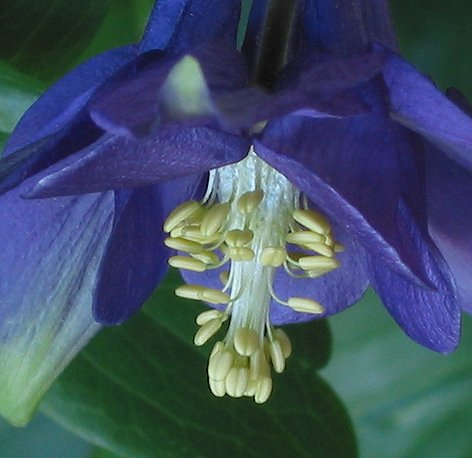
Estames com filamentos de comprimento desigual em Aquilegia sp.